# Рочестер (Кентуккі)
Рочестер (англ. Rochester) — місто (англ. city) в США, в окрузі Батлер штату Кентуккі. Населення — 114 особи (2020).

## Географія
Рочестер розташований за координатами 37°12′31″ пн. ш. 86°53′33″ зх. д. / 37.20861° пн. ш. 86.89250° зх. д. (37.208630, -86.892370).  За даними Бюро перепису населення США в 2010 році місто мало площу 1,28 км², з яких 1,21 км² — суходіл та 0,07 км² — водойми.

## Демографія
Згідно з переписом 2010 року, у місті мешкали 152 особи в 67 домогосподарствах у складі 47 родин. Густота населення становила 119 осіб/км².  Було 93 помешкання (73/км²).
Расовий склад населення:
| - 100,0 % — білих |

До двох чи більше рас належало 0,0 %. Частка іспаномовних становила 0,0 % від усіх жителів.
За віковим діапазоном населення розподілялося таким чином: 19,7 % — особи молодші 18 років, 57,3 % — особи у віці 18—64 років, 23,0 % — особи у віці 65 років та старші. Медіана віку мешканця становила 47,0 року. На 100 осіб жіночої статі у місті припадало 92,4 чоловіків;  на 100 жінок у віці від 18 років та старших — 87,7 чоловіків також старших 18 років.
Середній дохід на одне домашнє господарство  становив 43 449 доларів США (медіана — 41 964), а середній дохід на одну сім'ю — 52 845 доларів (медіана — 46 776). За межею бідності перебувало 4,4 % осіб, у тому числі 0,0 % дітей у віці до 18 років та 0,0 % осіб у віці 65 років та старших.
Цивільне працевлаштоване населення становило 94 особи. Основні галузі зайнятості: освіта, охорона здоров'я та соціальна допомога — 36,2 %, роздрібна торгівля — 27,7 %, публічна адміністрація — 10,6 %, мистецтво, розваги та відпочинок — 7,4 %.